# Gustavo Apis
Gustavo Apis Pascoal de Farias, noto semplicemente come Gustavo Apis (Nova Iguaçu, 14 giugno 1999), è un calciatore brasiliano, centrocampista del Fluminense.

## Carriera
Cresciuto nel settore giovanile del Nova Iguaçu, debutta in prima squadra il 6 maggio 2018 in occasione dell'incontro di Série D perso 4-1 contro il Caxias.
Nel gennaio del 2021 viene prestato al Fluminense, inizialmente aggregato alla formazione Under-23; al termine della stagione viene acquistato a titolo definitivo e promosso in prima squadra. L'11 luglio debutta in Série A nel match vinto 2-1 contro lo Sport Recife.

## Statistiche

### Presenze e reti nei club
Statistiche aggiornate al 23 maggio 2023.
| Stagione        | Squadra         | Campionato      | Campionato | Campionato | Coppe nazionali | Coppe nazionali | Coppe nazionali | Coppe continentali | Coppe continentali | Coppe continentali | Altre coppe | Altre coppe | Altre coppe | Totale | Totale |
| Stagione        | Squadra         | Comp            | Pres       | Reti       | Comp            | Pres            | Reti            | Comp               | Pres               | Reti               | Comp        | Pres        | Reti        | Pres   | Reti   |
| --------------- | --------------- | --------------- | ---------- | ---------- | --------------- | --------------- | --------------- | ------------------ | ------------------ | ------------------ | ----------- | ----------- | ----------- | ------ | ------ |
| 2018            | Nova Iguaçu     | A/RJ+D          | 0+3        | 1          |                 | -               | -               |                    | -                  | -                  |             | -           | -           | 3      | 1      |
| 2019            | Nova Iguaçu     | A/RJ            | 2          | 0          |                 | -               | -               |                    | -                  | -                  |             | -           | -           | 2      | 0      |
| 2020            | Nova Iguaçu     | A/RJ            | 1          | 0          |                 | -               | -               |                    | -                  | -                  |             | -           | -           | 1      | 0      |
| 2021            | Nova Iguaçu     | A/RJ            | 7          | 2          |                 | -               | -               |                    | -                  | -                  |             | -           | -           | 7      | 2      |
| 2021            | Fluminense      | PD/RS+A         | 0+5        | 0          | CB              | 1               | 0               | CL                 | 0                  | 0                  |             | -           | -           | 6      | 0      |
| 2022            | CRB             | PD/AL+B         | 8+3        | 0          | CB              | 1               | 0               |                    | -                  | -                  | CdN         | 5           | 0           | 17     | 0      |
| Totale carriera | Totale carriera | Totale carriera | 29         | 3          |                 | 2               | 0               |                    | 0                  | 0                  |             | 5           | 0           | 36     | 3      |